# Огнев, Дмитрий Флорович
Дмитрий Флорович Огнёв (1863, Москва — ?) — российский юрист, сенатор (1917), церковно-общественный деятель.

## Юрист
Родился в дворянской семье. Военный юрист, экстраординарный профессор по кафедре военно-уголовного судопроизводства Военно-юридической академии. Его диссертация на соискание звания профессора была посвящена проблемам военной подсудности — тематике, важной не только в теоретическом, но и в практическом отношении, которая ранее подробно не рассматривалась в российской научной литературе. При подготовке этого труда использовал материалы российского законодательства и четырёх иностранных военно-процессуальных кодексов.
Длительное время редактировал издававшийся Министерством юстиции «Тюремный вестник».
С 1908 служил в Государственной канцелярии, с 1912 — начальник Законодательного отдела Государственной думы. Действительный статский советник. С 8 мая 1917 — сенатор (назначен Временным правительством).

## Церковно-общественная деятельность
В начале 1920-х годов — член правления Общества православных приходов Петрограда. В мае 1922 был арестован по делу «о сопротивлении изъятию церковных ценностей». 26 июля 1922 приговорён на процессе по «делу митрополита Вениамина» к расстрелу. Провёл несколько дней в камере смертников, затем смертный приговор был заменён пятью годами заключения. В ноябре 1923 был досрочно освобождён.
Брат — заслуженный профессор медицины Иван Флорович Огнёв (1855—1928).

## Труды
- Военная подсудность: Сравнительный очерк. СПб, 1896.